# Górna Katanga
Górna Katanga (fr. Haut-Katanga) – prowincja w Demokratycznej Republice Konga, która powstała w 2015 roku  na mocy konstytucji przyjętej w 2006 roku; stworzona od dzielenia prowincji Katanga, wraz z prowincjami Tanganika, Górne Lomami i Lualaba. Stolicą prowincji jest Lubumbashi.